# Pollux (stjerne)
Pollux (også betegnet Beta Geminorum) er en stjerne i stjernebilledet Tvillingerne. Den er større end Solen og Sirius.